# 16 Pułk Piechoty (USA)
16 pułk piechoty (ang. 16th Infantry Regiment) – pułk piechoty armii Stanów Zjednoczonych, obecnie z jednym aktywnym batalionem w ramach systemu pułków armii amerykańskiej bez dowództwa pułku. Jest organicznym oddziałem 1 Pancernej Brygadowej Grupy Bojowej 1 Dywizji Piechoty.
Utworzony 3 maja 1861 w Armii Regularnej jako 3 batalion 16 pułku piechoty. Zorganizowany w kwietniu 1864 w Madison Barracks w stanie Nowy Jork. Pierwszym dowódcą został płk Erasmus D. Keyes – biznesmen, bankier i generał wojskowy, znany z kierowania IV Korpusem Armii Potomaku w pierwszej połowie wojny secesyjnej.
Pułk został zorganizowany w składzie trzech batalionów, po osiem kompanii każdy. 21 września 1866 r. na mocy ustawy z 28 lipca 1866 roku 2 batalion został 20 pułkiem piechoty, a 3 batalion 29 pułkiem piechoty. Pułk zreorganizowany i przemianowany na 34 pułk piechoty. Pomiędzy 28 marca i 6 kwietnia 1869 połączony z 11 pułkiem  piechoty i przemianowany na 16 pułk piechoty.

## Rodowód

### 16 pułk piechoty[2]
- ustanowiony 3 maja 1861 w Regularnej Armii jako 3 batalion 16 pułku piechoty;
- zorganizowany w kwietniu 1864 w Madison Barracks w stanie Nowy Jork;
- zreorganizowany i przeprojektowany 21 września 1866 w 34 pułk piechoty;
- pomiędzy 28 marca a 6 kwietnia 1869 skonsolidowany z 11 pułkiem piechoty i przeprojektowany w 16 pułk piechoty;
- 8 czerwca 1917 przydzielony do 1 Dywizji Ekspedycyjnej (później przemianowanej na 1 Dywizję Piechoty);
- 15 lutego 1957 zwolniony z przydziału do 1 DP i zreorganizowany jako macierzysty pułk w ramach Combat Arms Regimental System (CARS);
- 28 lutego 1983 wycofany z CARS i zreorganizowany w ramach U.S. Army Combat Arms Regimental System (USARS);
- 1 października 2005 przemianowany  w 16 pułk piechoty.

### 1 batalion[1]
- ustanowiony 3 maja 1861 w Armii Regularnej jako kompania „A” 3 batalionu 16 pułku piechoty;
- zorganizowany w kwietniu 1864 w Madison Barracks w stanie Nowy Jork;
- zreorganizowany i przeprojektowany 21 września 1866 w kompanię „A” 34 pułku piechoty;
- 6 kwietnia 1869 skonsolidowany z kompanią „A” 11 pułku piechoty i przemianowany na kompanię „A” 16 pułku piechoty;
- zreorganizowany i przemianowany 15 lutego 1957 na HHC 1 Grupy Bojowej 16 pułku piechoty i przydzielony do 1 Dywizji Piechoty;
- 13 marca 1959 zwolniony z przydziału do 1 Dywizji Piechoty i przydzielony do 8 Dywizji Piechoty;
- 1 kwietnia 1963 zreorganizowany i przemianowany na 1 batalion 16 pułku piechoty;
- zwolniony 25 kwietnia 1963 z przydziału do 8 Dywizji Piechoty i ponownie przydzielony do 1 Dywizji Piechoty;
- dezaktywowany 15 maja 1991 w Niemczech, a 16 lipca 1991 aktywowany w Fort Riley w Kansas;
- 1 października 2005 przemianowany na 1 batalion 16 pułku piechoty;
- 16 września 2009 zwolniony z przydziału do 1 Dywizji Piechoty i przydzielony do 1 Pancernej Brygadowej Grupy Bojowej 1 Dywizji Piechoty.

### 2 batalion[3]
- ustanowiony 3 maja 1861 w Armii Regularnej jako kompania „B” 3 batalionu 16 pułku piechoty;
- zorganizowany w kwietniu 1864 w Madison Barracks w stanie Nowy Jork;
- zreorganizowany i przeprojektowany 21 września 1866 w kompanię „B” 34 pułku piechoty;
- 31 marca 1869 skonsolidowany z kompanią „B” 11 pułku piechoty i przemianowany na kompanię „B” 16 pułku piechoty;
- zdezaktywowany 15 lutego 1957 w Fort Riley i zwolniony z przydziału do 1 Dywizji Piechoty, jednocześnie przemianowany na HHC 1 Grupy Bojowej 16 pułku piechoty;
- 1 października 1963 ponownie przydzielony do 1 Dywizji Piechoty i aktywowany w Fort Riley;
- zreorganizowany i przemianowany 2 marca 1964 na 2 batalion 16 pułku piechoty;
- w latach 1974–1979 kilkukrotnie dezaktywowany i aktywowany, ostatecznie zdezaktywowany 15 lutego 1996 w Fort Riley i zwolniony z przydziału do 1 Dywizji Piechoty;
- 1 października 2005 przemianowany na 2 batalion 16 pułku piechoty;
- 16 stycznia 2006 przydzielony do 4 Pancernej Brygadowej Grupy Bojowej 1 Dywizji Piechoty i aktywowany w Fort Riley.
- wraz z 4 ABCT 1 DP dezaktywowany w 2017 roku.

### Udział w kampaniach[2]
| Wojna secesyjna - Kampania półwyspowa - Bitwa pod Manassas - Bitwa nad Antietam - Fredericksburg - Bitwa pod Chancellorsville - Bitwa pod Gettysburgiem - Bitwa w dziczy - Bitwa pod Spotsylvanią - Bitwa pod Cold Harbor - Oblężenie Petersburga - Kampania w dolinie Shenandoah - Virginia 1863 Wojna z indianami - Szejeni - Ute - Masakra nad Wounded Knee Wojna amerykańsko-hiszpańska - Bitwa pod Santiago de Cuba | Wojna filipińsko-amerykańska - Luzon 1899 Rewolucja meksykańska - Meksyk 1916-1917 I wojna światowa - Montdidier-Noyon - Aisne-Marne - Saint-Mihiel - Meuse-Argonne - Lorraine 1917 - Lorraine 1918 - Picardy 1918 II wojna światowa - Algieria-Maroko Francuskie - Tunezja - Sycylia (z grotem) - Normandia (z grotem) - Północna Francja - Nadrenia - Ardeny-Alzacja - Europa Środkowa | Wojna wietnamska - Obrona - Kontrofensywa - Kontrofensywa, faza II - Kontrofensywa, faza III - Kontrofensywa Tết - Kontrofensywa, faza IV - Kontrofensywa, faza V - Kontrofensywa, faza VI - Tết 69 / Kontrofensywa - Lato-jesień 1969 - Zima-wiosna 1970 Wojna z terroryzmem - Wojna w Afganistanie - Wojna w Iraku |

### Odznaczenia[1][2][3]
| Medal                                             | Wstęga (streamer)                      | Haft na wstędze                | Uwagi      |
| ------------------------------------------------- | -------------------------------------- | ------------------------------ | ---------- |
| Presidential Unit Citation (Army)                 |                                        | MATEUR, TUNISIA                | 1 batalion |
| Presidential Unit Citation (Army)                 | SICILY                                 | 1 batalion                     |            |
| Presidential Unit Citation (Army)                 | NISCEMI, SICILY                        | 2 batalion                     |            |
| Presidential Unit Citation (Army)                 | NORMANDY                               | 16 pułk                        |            |
| Presidential Unit Citation (Army)                 | HURTGEN FOREST                         | 1 batalion                     |            |
| Presidential Unit Citation (Army)                 | HURTGEN FOREST AND WEISWEILER, GERMANY | 2 batalion                     |            |
| Presidential Unit Citation (Army)                 | HAMICH, GERMANY                        | 3 batalion                     |            |
| Valorous Unit Award                               |                                        | IRAQ 1991                      | 5 batalion |
| Valorous Unit Award                               | IRAQ-KUWAIT 1991                       | elementy 2 batalionu           |            |
| Valorous Unit Award                               | AL ANBAR PROVINCE                      | 1 batalion                     |            |
| Valorous Unit Award                               | BAGHDAD 2007–2008                      | 2 batalion                     |            |
| Valorous Unit Award                               | AFGHANISTAN APR-DEC 2011               | kompanie „B” i „D” 1 batalionu |            |
| Valorous Unit Award                               | COURTENAY PLANTATION                   | kompania „C” 2 batalionu       |            |
| Meritorious Unit Commendation (Army)              |                                        | IRAQ 2009–2010                 | 2 batalion |
| Meritorious Unit Commendation (Army)              | AFGHANISTAN 2012−2013                  | 1 i 2 batalion                 |            |
| Meritorious Unit Commendation (Army)              | IRAQ SEP 2006-AUG 2007                 | kompania „B” 1 batalionu       |            |
| Meritorious Unit Commendation (Army)              | IRAQ OCT 2006-JUN 2007                 | kompania „C” 1 batalionu       |            |
| Superior Unit Award (Army)                        |                                        | 2006–2009                      | 1 batalion |
| Krzyż Wojenny z palmą (Croix de Guerre 1914–1918) |                                        | AISNE-MARNE                    | 16 pułk    |
| Krzyż Wojenny z palmą (Croix de Guerre 1914–1918) | MEUSE-ARGONNE                          |                                | 16 pułk    |
| Krzyż Wojenny z palmą (Croix de Guerre 1939–1945) |                                        | KASSERINE                      | 16 pułk    |
| Krzyż Wojenny z palmą (Croix de Guerre 1939–1945) | NORMANDY                               |                                | 16 pułk    |
| Medal Wojskowy                                    | Fourragere                             | Fourragere                     | 16 pułk    |
| belgijska Fourragere 1940                         | belgijska Fourragere 1940              | belgijska Fourragere 1940      | 16 pułk    |

- Wymienienie w rozkazie w święto armii belgijskiej za działania w Mons
- Wymienienie w rozkazie w święto armii belgijskiej za działania w Eupen-Malmedy

## Struktura organizacyjna
Skład 2022
- HHC
- kompania A
- kompania B
- kompania C
- kompania D
- kompania E dołączona ze 101 Batalionu Wsparcia Brygady